# Застава Тогоа
Застава Тогоа је усвојена 27. априла 1960. Састоји се од пет хоризонталних пруга зелене и жуте боје. У црвеном квадрату горњег угла заставе налази се бела звезда петокрака. 
На застави се налазе панафричке боје, али по дизајну подсећа на заставу Либерије која је опет осмишљена тако да подсећа на за заставу САД.

## Бивше заставе Тогоа
- 1957–1958
- 1958–1960